# Ceubo
Ceubo is een bestuurslaag in het regentschap Bireuen van de provincie Atjeh, Indonesië. Ceubo telt 256 inwoners (volkstelling 2010).